# Дірки у сирі

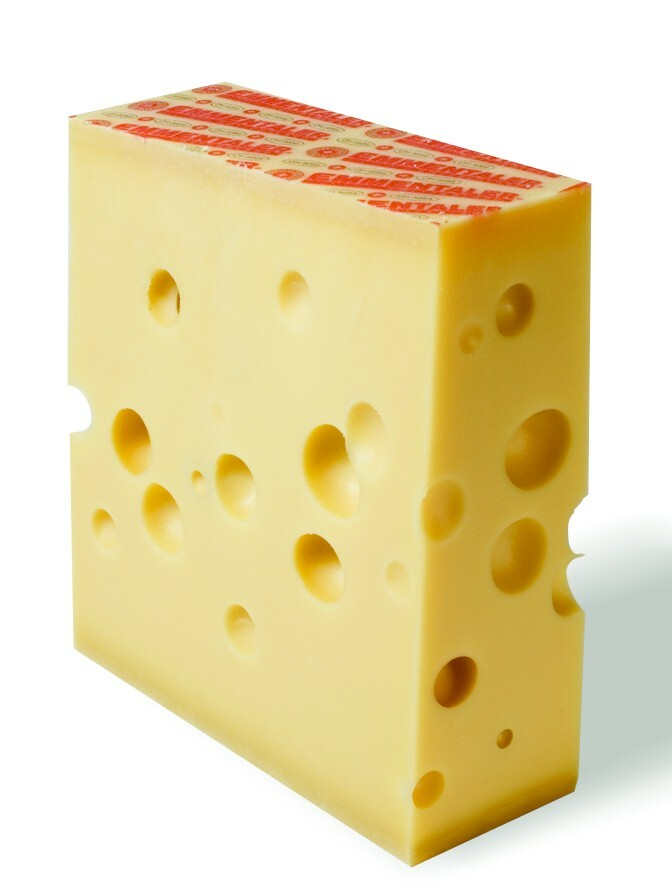
Емменталь з дірками

Дірки або очі — це круглі отвори, які є характерною особливістю для швейцарського типу сирів (наприклад, сиру Емменталь) та деяких сирів голландського типу. Дірки — це бульбашки вуглекислого газу. Газ утворюється різними видами бактерій у сирі.

## Швейцарський сир
У швейцарського типу сирів дірки утворюються внаслідок активності бактерій пропіонової кислоти (Propionibacterium), зокрема Propionibacterium freudenreichii підвиду shermanii. Ці бактерії перетворюють молочну кислоту в пропіонову кислоту та вуглекислий газ за формулою:
3 Молочна кислота → 2 Пропіонова кислота + Оцтова кислота + CO2 + H2O
Утворений CO2 накопичується у менш щільних точках кальє, де він утворює бульбашки, що стають дірками у сирі. Не весь CO2 утворює дірки: у сирі масою 80 кг близько 20 л CO2 залишається у дірках, тоді як 60 л залишається розчиненим у сирній масі і 40 л виходять із сиру.

## Голландський сир
У сирах голландського типу, CO2, який утворює дірки, є результатом метаболізації лимонної кислоти цитрат-позитивними («Cit +») штамами Lactococcus.

## Виноски
1. ↑  ВВС (29 травня 2015). Швейцарські вчені з'ясували, чому в сирі виникають дірки. Процитовано 14 березня 2020.
2. 1 2 3  Пол Л. Г. Максвейні; Патрік Ф. Фокс (2004). Metabolism of Residual Lactose and of Lactate and Citrate. Cheese: Chemistry, Physics and Microbiology. Т. 2. Elsevier. с. 366—367. doi:10.1016/S1874-558X(04)80074-5. {{cite book}}: Проігноровано невідомий параметр |isbn13= (довідка) (англ.)
3. ↑  Вільям Кларк (1917). On the Formation of “Eyes” in Emmental Cheese (PDF). Journal of Dairy Science. 1 (2): 91—113. doi:10.3168/jds.S0022-0302(17)94362-0. Архів оригіналу (PDF) за 3 травня 2019. Процитовано 14 березня 2020. (англ.)
4. 1 2  П. Л. Г. Максвіні, Biochemistry of Cheese Ripening: Introduction and Overview, in: Fox, с. 349 (англ.)
5. ↑  Propionibacterium freudenreichii ssp shermanii ATCC9614: A bacterium used in the production of Emmental. Genoscope[en]. 16 січня 2008. Архів оригіналу за 26 серпня 2016. Процитовано 23 жовтня 2010. (англ.)
6. ↑  Т. Бересфорд, Е. Вільямс; The Microbiology of Cheese Ripening, in: Fox, с. 303 (англ.)